# Survivor România 2022
Survivor România 2022 este cel de-al 3-lea sezon al reality show-ului de supraviețuire românesc bazat pe formatul internațional Survivor. Sezonul a fost filmat în Republica Dominicană și difuzat de Pro TV în România din 16 ianuarie și până pe 31 mai 2022, când Alexandru Delea a fost desemnat câștigător prin votul publicului în fața lui Elena Chiriac și Ionuț Popa.
Acesta a fost primul sezon difuzat de Pro TV, după doi ani în care show-ul de supraviețuire a fost găzduit de Kanal D. Douăzeci și patru de concurenți s-au aliniat la startul competiției și au luptat să supraviețuiască pe o insulă pustie din regiunea La Romana în Republica Dominicană, doar cu hainele strict necesare și cu hrană de bază. Show-ul a fost prezentat de Daniel Pavel iar marele premiu al concursului a fost în valoare de 100.000 de Euro.

## Producția
La sfârșitul anului 2021, Pro TV a anunțat colaborarea cu Acun Medya Global, compania care produce formatul pentru mai multe țări, printre care Turcia, Grecia și Mexic, dar și a celor două sezoane anterioare difuzate în România de Kanal D.
Acun Medya Global realizează simultan în hub-ul de producție din Republica Dominicană mai multe variante ale show-ului de supraviețuire.
Survivor Grecia (sezonul 9) a debutat pe 26 decembrie 2021 la Skai TV (Grecia) și Sigma TV (Cipru). Pe 15 ianuarie 2022 a fost difuzat și primul episod al Survivor Turcia All Star la postul de televiziune TV8 iar pe 16 ianuarie 2022 a debutat și Survivor România (sezonul 3) la PRO TV.
Debutul pentru Survivor Cesko Slovensko era programat pe 11 ianuarie 2022 la TV Nova (Cehia) și TV Markíza (Slovacia). Din cauza unui focar de COVID-19 în rândurile echipei tehnice și a concurenților, filmările au fost suspendate iar premiera show-ului a fost reprogramată pentru 18 ianuarie 2022.
În 2016, postul de televiziune Pro TV a produs și difuzat o altă variantă a show-ului Survivor, mai apropiată de versiunea americană. Reality-show-ul Supraviețuitorul a fost filmat pe insula Caramoan din Filipine, a fost difuzat în toamna anului 2016 dar a fost anulat după doar un sezon din cauza audienței modeste.

## Concurenții
Douăsprezece celebrități și doisprezece oameni obișnuiți au fost invitați respectiv selectați pentru a concura în sezonul 3 al show-ului Survivor România. La începutul competiției, fiecare echipă a fost formată din șase bărbați și șase femei.
Pe 13 decembrie 2021 au fost anunțate numele concurenților din echipa roșie (Faimoșii) în care s-au regăsit artiști, sportivi, vedete TV și din mediul online. Pe 10 ianuarie 2022 au fost dezvăluite și numele celor doisprezece concurenți care au fost selectați pentru echipa albastră (Războinicii).
În episodul 13 a avut loc prima modificare a triburilor prin intrarea în competiție a patru noi jucători din care se evidențiază Marian Drăgulescu, multiplu campion mondial și medaliat olimpic la gimnastică artistică. A doua modificare a triburilor a avut loc în episodul 25, când alte două noi concurente s-au alăturat celor două echipe. La sfârșitul episodului 37 a avut loc schimbarea tribului iar cei 15 concurenți rămași în competiție au fost împărțiți în două triburi noi, Vulturii și Tigrii.
| Emil Rengle                            | 26 | Baia Mare, Maramureș  | Războinicii |             |          | Descalificat                    | Episodul 3  |
| Angela Forero                          | 35 | Melbourne, Victoria   | Faimoșii    |             |          | Prima eliminată                 | Episodul 3  |
| Ana Dobrovie                           | 46 | Pucioasa, Dâmbovița   | Faimoșii    |             |          | Evacuată medical                | Episodul 5  |
| Elena Matei                            | 38 | București             | Faimoșii    |             |          | A doua eliminată                | Episodul 6  |
| [[Blaze {{{last}}}\|Blaze {{{last}}}]] | 47 | București             | Faimoșii    |             |          | Al treilea eliminat             | Episodul 9  |
| Xonia {{{last}}}                       | 40 | București             | Războinicii |             |          | Evacuată medical                | Episodul 10 |
| Roxana Ciuhulescu                      | 34 | Târgu Jiu, Gorj       | Războinicii |             |          | A patra eliminată               | Episodul 12 |
| Alex Delea                             | 33 | București             | Faimoșii    | Faimoșii    |          | Al cincilea eliminat            | Episodul 15 |
| Andreea Tonciu                         | 27 | Ploiești, Prahova     | Războinicii | Războinicii |          | A șasea eliminată               | Episodul 18 |
| Oana Ciocan                            | 32 | Suceava, Suceava      | Faimoșii    | Faimoșii    |          | Evacuată medical                | Episodul 19 |
| Liviu Mihalca                          | 34 | Oradea, Bihor         | Faimoșii    | Faimoșii    |          | Al șaptelea eliminat            | Episodul 21 |
| Diana Enache                           | 38 | București             | Războinicii | Războinicii |          | A opta eliminată                | Episodul 24 |
| Stefania Stefan                        | 34 | Chișinău              |             | Faimoșii    |          | A noua eliminată                | Episodul 27 |
| Ionuț Popa                             | 52 | București             | Faimoșii    | Faimoșii    |          | Al zecelea eliminat             | Episodul 30 |
| Mihaela Stan                           | 28 | București             | Faimoșii    | Faimoșii    |          | A unsprezecea eliminată         | Episodul 36 |
| Laura Giurcanu                         | 24 | București             |             | Războinicii | Vulturii | A douăsprezecea eliminată       | Episodul 39 |
| Relu Panescu                           | 46 | Pitești, Argeș        | Faimoșii    | Faimoșii    | Vulturii | Evacuat medical                 | Episodul 41 |
| CRBL {{{last}}}                        | 53 | Arad, Arad            | Războinicii | Războinicii | Tigrii   | Al treisprezecelea eliminat     | Episodul 42 |
| „Mari Fica” {{{last}}}                 | 28 | Lupeni, Hunedoara     | Războinicii | Războinicii | Vulturii | A paisprezecea eliminată        | Episodul 45 |
| Alexandra Duli                         | 32 | Târgu Jiu, Gorj       |             | Faimoșii    | Tigrii   | A cincisprezecea eliminată      | Episodul 48 |
| Marian Dragulescu                      | 34 | Mioveni, Argeș        |             | Războinicii | Vulturii | Al șaisprezecelea eliminat      | Episodul 51 |
| Alexandru Nedelcu {{{last}}}           | 37 | Constanța, Constanța  | Faimoșii    | Faimoșii    | Tigrii   | Al șaptesprezecelea eliminat    | Episodul 54 |
| Natalia Duminica                       | 28 | Lupeni, Hunedoara     | Războinicii | Războinicii | Tigrii   | A optsprezecea eliminată        | Episodul 55 |
| Doru Răduță                            | 44 | București             |             | Faimoșii    | Vulturii | Al nouăsprezecelea eliminat     | Episodul 56 |
| Otilia {{{last}}}                      | 27 | București             |             | Războinicii | Tigrii   | A douăzecea eliminată           | Episodul 57 |
| „Robert Niță” {{{last}}}               | 30 | Port Harcourt, Rivers | Războinicii | Războinicii | Vulturii | Al douăzeci și unulea eliminat  | Episodul 58 |
| TJ Miles                               | 39 | București             | Războinicii | Războinicii | Tigrii   | Al douăzeci și doilea eliminat  | Episodul 59 |
| Cătălin Zmarandescu                    | 36 | Petrila, Hunedoara    | Războinicii | Războinicii | Tigrii   | Al douăzeci și treilea eliminat | Episodul 60 |
| Ramona Crăciunescu                     | 22 | București             | Faimoșii    | Faimoșii    | Vulturii | Locul 2                         | Episodul 60 |
| Radu Itu                               | 28 | Constanța, Constanța  | Războinicii | Războinicii | Vulturii | Unicul Survivor                 | Episodul 60 |

1. ↑  Sebastian Dobrincu a fost descalificat și eliminat din concurs pentru abandon în episodul 3.

## Rezumatul sezonului

### Insula Exilului
Începând din episodul 16, a fost introdus în premieră conceptul Insula Exilului, o întorsătură care schimbă show-ul Survivor România.
Doi jucători (câte unul din fiecare trib) sunt exilați pentru câteva zile pe o insulă mică, separată de taberele tribale principale, la sfârșitul jocului de recompensă din fiecare săptămână. Nominalizarea este făcută de acel membru al tribului propriu care a obținut cele mai bune rezultate în jocul de recompensă. Cei doi exilați nu participă la jocurile rămase în respectiva săptămână, sunt prezenți doar la consiliul de nominalizare și se întorc din exil înainte de consiliul de eliminare al săptămânii.
Pe Insula Exilului exista doar câteva obiecte necesare supraviețuirii și un mic adăpost. Exilații nu au mâncare decât în situația în care triburile decid să împartă alimentele cu ei. Principalele dezavantaje ale exilului sunt lipsa de hrană și de activitate, precum și izolarea față de ceilalți jucători. Aceste condiții pot afecta concurenții exilați din punct de vedere fizic și psihic, dezavantajându-i în următoarele probe și în lupta pentru marele premiu. Primii doi concurenți exilați din istoria Survivor România au fost CRBL (Faimoșii) și Relu Pănescu (Războinicii).
Conceptul Insula Exilului a fost creat și dezvoltat în versiunea americană a show-ului Survivor și introdus pentru prima oară în sezonul 10 din Palau, în anul 2005.

### Schimbarea tribului
Schimbarea tribului este o întorsătură a jocului Survivor prin care membri dintr-un trib sunt trimiși la tribul rival și invers. Această răsturnare se poate întâmpla în orice moment specific în timpul jocului și este efectivă până când triburile se unesc sau apare o nouă oportunitate de a schimba triburile.
Elena Chiriac și Ștefania Ștefan, jucătoarele cu cele mai bune performanțe sportive din fostele triburi Faimoșii și Războinicii, au stabilit numele și componența noilor triburi prin alegeri consecutive în episodul 37.

## Recepția

### Audiențe TV
Sezonul 3 al Survivor România a debutat cu succes la Pro TV pe 16 ianuarie 2022. Prima ediție a noului sezon a fost urmărită de aproape 2,6 milioane de telespectatori din România, cea mai mare audiență din istoria show-ului.
| Anul | Sezonul | Canal original | Data difuzării   | Telespectatori | Segmentul de public | Segmentul de public | Segmentul de public | Segmentul de public | Segmentul de public | Segmentul de public | Surse  |
| Anul | Sezonul | Canal original | Data difuzării   | Telespectatori | Național            | Național            | Național            | Comercial           | Comercial           | Comercial           | Surse  |
| Anul | Sezonul | Canal original | Data difuzării   | Telespectatori | Locul               | Rating (%)          | Cotă (%)            | Locul               | Rating (%)          | Cotă (%)            | Surse  |
| ---- | ------- | -------------- | ---------------- | -------------- | ------------------- | ------------------- | ------------------- | ------------------- | ------------------- | ------------------- | ------ |
| 2020 | 1       | Kanal D        | 18 ianuarie 2020 | 1.578.000      | 2                   | 9.0                 | 18.5                | 3                   | 4.3                 | 12.7                | [ 21 ] |
| 2021 | 2       | Kanal D        | 9 ianuarie 2021  | 2.003.000      | 1                   | 11.3                | 23.5                | 1                   | 8.8                 | 25.1                | [ 22 ] |
| 2022 | 3       | PRO TV         | 16 ianuarie 2022 | 2.599.000      | 1                   | 14.8                | 31.0                | 1                   | 13.6                | 36.5                | [ 20 ] |

1. ↑  În 2020 și 2021, rating-ul și cota de piață pe segmentul comercial au fost calculate pentru publicul cu vârsta de 18-49 de ani. În 2022, calculele sunt pentru publicul cu vârsta de 21-54 de ani.
2. 1 2  Rating: numărul/procentul de telespectatori care s-au uitat la un post TV din totalul deținătorilor de televizoare din România.
3. 1 2  Share/Cotă de piață: procentul de telespectatori care au ales un post TV din totalul celor care se uitau la televizor la momentul respectiv.

| Săptămâna | Episodul | Data difuzării    | Poziția în grilă | Telespectatori | Segmentul de public | Segmentul de public | Segmentul de public | Segmentul de public | Segmentul de public | Segmentul de public | Surse  |
| Săptămâna | Episodul | Data difuzării    | Poziția în grilă | Telespectatori | Național            | Național            | Național            | Comercial           | Comercial           | Comercial           | Surse  |
| Săptămâna | Episodul | Data difuzării    | Poziția în grilă | Telespectatori | Locul               | Rating (%)          | Cotă (%)            | Locul               | Rating (%)          | Cotă (%)            | Surse  |
| --------- | -------- | ----------------- | ---------------- | -------------- | ------------------- | ------------------- | ------------------- | ------------------- | ------------------- | ------------------- | ------ |
| 1         | 1        | 16 ianuarie 2022  | duminică, 20:00  | 2.599.000      | 1                   | 14.8                | 31.0                | 1                   | 13.6                | 36.5                | [ 20 ] |
| 1         | 2        | 17 ianuarie 2022  | luni, 20:30      | 2.021.000      | 1                   | 11.5                | 25.3                | 1                   | 10.7                | 30.5                | [ 23 ] |
| 1         | 3        | 18 ianuarie 2022  | marți, 20:30     | 2.105.000      | 1                   | 12.0                | 26.6                | 1                   | 11.6                | 33.3                | [ 24 ] |
| 2         | 4        | 23 ianuarie 2022  | duminică, 20:00  | 1.947.000      | 1                   | 11.1                | 22.7                | 1                   | 9.5                 | 25.3                | [ 25 ] |
| 2         | 5        | 24 ianuarie 2022  | luni, 20:30      | 1.867.000      | 1                   | 10.6                | 23.2                | 1                   | 9.9                 | 27.0                | [ 26 ] |
| 2         | 6        | 25 ianuarie 2022  | marți, 20:30     | 1.819.000      | 1                   | 10.3                | 23.6                | 1                   | 10.4                | 29.9                | [ 27 ] |
| 3         | 7        | 30 ianuarie 2022  | duminică, 20:00  | 2.019.000      | 1                   | 11.5                | 24.4                | 1                   | 10.2                | 26.0                | [ 28 ] |
| 3         | 8        | 31 ianuarie 2022  | luni, 20:30      | 1.733.000      | 1                   | 9.9                 | 22.7                | 1                   | 10.0                | 30.1                | [ 29 ] |
| 3         | 9        | 1 februarie 2022  | marți, 20:30     | 1.850.000      | N/A                 | N/A                 | N/A                 | N/A                 | 10.3                | 27.3                | [ 30 ] |
| 4         | 10       | 6 februarie 2022  | duminică, 20:00  | 1.997.000      | 1                   | 11.4                | 24.4                | 1                   | 10.2                | 27.8                | [ 31 ] |
| 4         | 11       | 7 februarie 2022  | luni, 20:30      | 1.972.000      | 1                   | 11.2                | 24.7                | 1                   | 10.5                | 30.4                | [ 32 ] |
| 4         | 12       | 8 februarie 2022  | marți, 20:30     | 1.869.000      | 1                   | 10.6                | 24.0                | 1                   | 9.8                 | 28.3                | [ 33 ] |
| 5         | 13       | 13 februarie 2022 | duminică, 20:00  | 1.959.000      | 1                   | 11.1                | 24.0                | 1                   | 9.9                 | 26.2                | [ 34 ] |
| 5         | 14       | 14 februarie 2022 | luni, 20:30      | 1.851.000      | 1                   | 10.5                | 23.8                | 1                   | 10.3                | 30.4                | [ 35 ] |
| 5         | 15       | 15 februarie 2022 | marți, 20:30     | 1.935.000      | 1                   | 11.0                | 24.9                | 1                   | 11.0                | 29.9                | [ 36 ] |
| 6         | 16       | 20 februarie 2022 | duminică, 20:00  | 2.077.000      | 1                   | 11.8                | 24.8                | 1                   | 10.0                | 26.3                | [ 37 ] |
| 6         | 17       | 21 februarie 2022 | luni, 20:30      | 1.917.000      | 1                   | 10.9                | 26.3                | 1                   | 10.3                | 32.0                | [ 38 ] |
| 6         | 18       | 22 februarie 2022 | marți, 20:30     | 1.955.000      | 1                   | 11.1                | 27.1                | 1                   | 10.1                | 30.6                | [ 39 ] |
| 7         | 19       | 27 februarie 2022 | duminică, 20:00  | 1.810.000      | 1                   | 10.3                | 21.8                | 1                   | 9.4                 | 23.9                | [ 40 ] |
| 7         | 20       | 28 februarie 2022 | luni, 20:30      | N/A            | N/A                 | N/A                 | N/A                 | N/A                 | N/A                 | N/A                 | N/A    |
| 7         | 21       | 1 martie 2022     | marți, 20:30     | 1.694.000      | 1                   | 9.6                 | 23.2                | 1                   | 8.9                 | 25.4                | [ 41 ] |
| 8         | 22       | 6 martie 2022     | duminică, 20:00  | 1.761.000      | 1                   | 10.0                | 22.3                | 1                   | 10.1                | 26.7                | [ 42 ] |
| 8         | 23       | 7 martie 2022     | luni, 20:30      | 1.689.000      | 1                   | 9.6                 | 24.1                | 1                   | 9.2                 | 28.2                | [ 43 ] |
| 8         | 24       | 8 martie 2022     | marți, 20:30     | 1.800.000      | N/A                 | N/A                 | N/A                 | 1                   | 9.9                 | 28.0                | [ 44 ] |
| 9         | 25       | 13 martie 2022    | duminică, 20:00  | 2.069.000      | 1                   | 11.8                | 25.6                | 1                   | 10.6                | 27.6                | [ 45 ] |
| 9         | 26       | 14 martie 2022    | luni, 20:30      | 1.695.000      | N/A                 | N/A                 | N/A                 | 1                   | 8.6                 | 25.0                | [ 46 ] |
| 9         | 27       | 15 martie 2022    | marți, 20:30     | 1.735.000      | 1                   | 9.9                 | 24.4                | 1                   | 9.9                 | 30.5                | [ 47 ] |
| 10        | 28       | 20 martie 2022    | duminică, 20:00  | 1.871.000      | 1                   | 10.6                | 23.6                | 1                   | 9.7                 | 25.6                | [ 48 ] |
| 10        | 29       | 21 martie 2022    | luni, 20:30      | 1.761.000      | 1                   | 10.0                | 25.3                | 1                   | 9.4                 | 28.9                | [ 49 ] |
| 10        | 30       | 22 martie 2022    | marți, 20:30     | 1.605.000      | 1                   | 9.1                 | 23.0                | 1                   | 8.6                 | 27.1                | [ 50 ] |
| 11        | 31       | 27 martie 2022    | duminică, 20:00  | N/A            | N/A                 | N/A                 | N/A                 | N/A                 | N/A                 | N/A                 | N/A    |
| 11        | 32       | 28 martie 2022    | luni, 20:30      | 1.616.000      | 1                   | 9.2                 | 23.3                | 1                   | 8.8                 | 28.0                | [ 51 ] |
| 11        | 33       | 29 martie 2022    | marți, 20:30     | 1.434.000      | 1                   | 8.2                 | 20.3                | 1                   | 8.5                 | 26.3                | [ 52 ] |
| 12        | 34       | 3 aprilie 2022    | duminică, 20:00  | 1.719.000      | 1                   | 9.8                 | 22.2                | 1                   | 8.9                 | 24.2                | [ 53 ] |
| 12        | 35       | 4 aprilie 2022    | luni, 20:30      | 1.495.000      | N/A                 | N/A                 | N/A                 | 1                   | 8.1                 | 24.7                | [ 54 ] |
| 12        | 36       | 5 aprilie 2022    | marți, 20:30     | 1.466.000      | 1                   | 8.3                 | 21.8                | 1                   | 7.1                 | 22.7                | [ 55 ] |
| 13        | 37       | 10 aprilie 2022   | duminică, 20:00  | 1.644.000      | 1                   | 9.3                 | 20.3                | 1                   | 8.5                 | 22.1                | [ 56 ] |
| 13        | 38       | 11 aprilie 2022   | luni, 20:30      | 1.525.000      | 1                   | 8.7                 | 20.7                | 1                   | 8.8                 | 25.7                | [ 57 ] |
| 13        | 39       | 12 aprilie 2022   | marți, 20:30     | 1.536.000      | 1                   | 8.7                 | 21.7                | 1                   | 7.8                 | 23.7                | [ 58 ] |
| 14        | 40       | 17 aprilie 2022   | duminică, 20:00  | 1.524.000      | 1                   | 8.7                 | 19.3                | 1                   | 7.9                 | 21.5                | [ 59 ] |
| 14        | 41       | 18 aprilie 2022   | luni, 20:30      | 1.634.000      | 1                   | 9.3                 | 21.9                | 1                   | 8.6                 | 25.2                | [ 60 ] |
| 14        | 42       | 19 aprilie 2022   | marți, 20:30     | 1.586.000      | 1                   | 9.0                 | 21.4                | 1                   | 8.2                 | 24.2                | [ 61 ] |
| 15        | 43       | 24 aprilie 2022   | duminică, 20:00  | 1.300.000      | N/A                 | N/A                 | N/A                 | 1                   | 6.3                 | 20.1                | [ 62 ] |
| 15        | 44       | 25 aprilie 2022   | luni, 20:30      | 1.338.000      | 1                   | 7.6                 | 19.9                | 1                   | 5.5                 | 20                  | [ 63 ] |
| 15        | 45       | 26 aprilie 2022   | marți, 20:30     | 1.622.000      | 1                   | 9.2                 | 22.7                | 1                   | 7.6                 | 22.8                | [ 64 ] |
| 16        | 46       | 1 mai 2022        | duminică, 20:00  | 1.449.000      | 1                   | 8.2                 | 20.3                | 2                   | 6.6                 | 19.7                | [ 65 ] |
| 16        | 47       | 2 mai 2022        | luni, 20:30      | 1.369.000      | 1                   | 7.8                 | 20.3                | 1                   | 5.9                 | 19.1                | [ 66 ] |
| 16        | 48       | 3 mai 2022        | marți, 20:30     | 1.456.000      | 1                   | 8.3                 | 20.8                | 1                   | 6.8                 | 20.7                | [ 67 ] |
| 17        | 49       | 8 mai 2022        | duminică, 20:00  | 1.324.000      | 1                   | 7.5                 | 18.7                | 2                   | 6.3                 | 18.4                | [ 68 ] |
| 17        | 50       | 9 mai 2022        | luni, 20:30      | 1.393.000      | 1                   | 7.9                 | 20.4                | 1                   | 5.3                 | 17.5                | [ 69 ] |
| 17        | 51       | 10 mai 2022       | marți, 20:30     | 1.322.000      | 1                   | 7.5                 | 19.4                | 1                   | 6.4                 | 20.4                | [ 70 ] |
| 18        | 52       | 15 mai 2022       | duminică, 20:00  | 1.269.000      | 1                   | 7.2                 | 19.1                | 1                   | 5.6                 | 19.5                | [ 71 ] |
| 18        | 53       | 16 mai 2022       | luni, 20:30      | 1.322.000      | 1                   | 7.5                 | 20.6                | 1                   | 5.8                 | 20.4                | [ 72 ] |
| 18        | 54       | 17 mai 2022       | marți, 20:30     | 1.404.000      | 1                   | 8.0                 | 21.3                | 1                   | 5.1                 | 16.6                | [ 73 ] |
| 19        | 55       | 22 mai 2022       | duminică, 20:00  | 1.377.000      | 1                   | 7.8                 | 20.6                | 2                   | 6.1                 | 19.9                | [ 74 ] |
| 19        | 56       | 23 mai 2022       | luni, 20:30      | 1.400.000      | N/A                 | N/A                 | N/A                 | 1                   | 6.8                 | 24.5                | [ 75 ] |
| 19        | 57       | 24 mai 2022       | marți, 20:30     | 1.502.000      | 1                   | 8.5                 | 23.5                | 1                   | 6.2                 | 20.2                | [ 76 ] |
| 20        | 58       | 29 mai 2022       | duminică, 20:00  | 1.407.000      | 1                   | 8.0                 | 20.1                | 1                   | 7.9                 | 22.5                | [ 77 ] |
| 20        | 59       | 30 mai 2022       | luni, 20:30      | 1.577.000      | 1                   | 9.0                 | 25.0                | 1                   | 7.0                 | 23.3                | [ 78 ] |
| 20        | 60       | 31 mai 2022       | marți, 20:30     | 1.739.000      | 1                   | 9.9                 | 27.8                | 1                   | 7.2                 | 24.1                | [ 79 ] |

1. ↑  Rating-ul și cota de piață pe segmentul comercial au fost calculate pentru publicul cu vârsta de 21-54 de ani.
2. 1 2  Rating: numărul/procentul de telespectatori care s-au uitat la un post TV din totalul deținătorilor de televizoare din România.
3. 1 2  Share/Cotă de piață: procentul de telespectatori care au ales un post TV din totalul celor care se uitau la televizor la momentul respectiv.
4. ↑  N/A: informația nu este disponibilă.